# Idalus noiva
Idalus noiva là một loài bướm đêm thuộc phân họ Arctiinae, họ Erebidae.